# Rakuten BIG
Rakuten BIGは、楽天モバイルが2020年9月30日に発売した、楽天モバイルオリジナル端末史上初のAndroid搭載5Gスマートフォンである。

## 概要
楽天モバイルは、2020年9月30日にRakuten Miniに続く楽天オリジナルスマートフォンの第2弾として、楽天モバイルオリジナルの5G対応端末で初めてのRakuten BIGを発表した。
同日から楽天モバイル公式サイト、楽天モバイル公式 楽天市場店および全国の楽天モバイルショップにて、69,800円（税込）で発売された。

## デザイン

### カラーバリエーション
カラーはホワイト、ブラック、クリムゾンレッドの3色を展開している。
| カラー | カラーネーム     |
| ------ | ---------------- |
|        | ホワイト         |
|        | ブラック         |
|        | クリムゾンレッド |

## 仕様
4×4MIMOに対応し、5G（Sub-6・ミリ波）の通信に対応している。
メインメモリは6GB、内部ストレージは128GBとなっている。
外部ストレージの増設には、micro SDXC™ (最大 256GB)の増設に対応している。
詳細スペックに関しては、以下「技術仕様」を参照。

## 技術仕様

### 基本スペック[2]
メーカー
楽天モバイル株式会社
製品名
Rakuten BIG
色
ホワイト / ブラック / クリムゾンレッド
サイズ
約174 x 約80 x 約9 (mm)
重量
約227g
ディスプレイ
サイズ / 種類
約6.9インチ / 有機EL
解像度
FHD+ / 2,460 × 1,080
CPU
Qualcomm® Snapdragon™ 765G 5G mobile platform / オクタコア 2.4GHz + 2.2GHz + 1.8GHz
OS
Android™ 10
内蔵メモリ（RAM / ROM）
6GB (RAM) / 128GB (ROM)
外部メモリ
micro SDXC™ (最大 256GB)
バッテリー容量
約4,000mAh
ワイヤレス充電
非対応
連続待受時間
LTE
約530時間
3G
約467時間
GSM
非対応
連続通話時間
LTE
約21.7時間
3G
約28.4時間
GSM
非対応
通信速度
5G(Sub6)受信時
2.13Gbps
5G(Sub6)送信時
217Mbps
5G(ミリ波)受信時
2.80Gbps
5G(ミリ波)送信時
273Mbps
LTE 受信時
400Mbps
LTE 送信時
75Mbps
SIM
eSIM
ワンセグ / フルセグ
非対応 / 非対応
おサイフケータイ
対応
NFC
対応
防水 / 防塵
対応 (IPX8 / IP6X)
耐衝撃
非対応
生体認証（指紋 / 顔）
対応 / 非対応
急速充電
対応
付属品
USB Type-Cケーブル / USB Type-C - 3.5mmイヤホン変換アダプター / クイックスタートガイド（保証書） / 安全上のご注意 / SDカード取り出しツール

### 通信
VoLTE（Rakuten, docomo, au, SoftBank）
対応 / 非対応 / 非対応 / 非対応
4x4 MIMO
対応
256 QAM
対応
Wi-Fi
IEEE802.11 a/b/g/n/ac
テザリング
10台
Bluetooth
Ver.5.1
赤外線通信
非対応

### カメラ（背面）
解像度
約800万画素 (超広角) + 約6,400万画素 (広角) + 約200万画素 (深度測位) + 約200万画素 (マクロ)
オプティカルズーム（写真 / 動画）
非対応
デジタルズーム（写真 / 動画） ※最大
約10倍 / 10倍
手振れ補正（写真 / 動画）
対応 / 対応
オートフォーカス
対応
F値
f/2.2, f/1.89, f/2.4, f/2.4
ISO（最大）
4,800, 25,600, 3,100, 25,600
HDR
対応
LEDフラッシュ
対応
AIカメラ
対応

### カメラ（前面）
解像度
約3,200万画素
オプティカルズーム（写真 / 動画）
非対応
デジタルズーム（写真 / 動画） ※最大
約4倍 / 4倍
手振れ補正（写真 / 動画）
対応 / 非対応
オートフォーカス
非対応
F値
f/2
ISO（最大）
9,000
HDR
対応
LEDフラッシュ
非対応
AIカメラ
非対応

### その他
ハイレゾ・オーディオ
非対応
緊急速報機能
対応
イヤホンマイクジャック
非対応
USB
USB Type-C / USB 3.1 (Gen 1)
GPS
対応
動画コーデック
H.263 / H.264 / H.265 / MPEG-2 Video / MPEG-4 Video / VP8 / VP9 / Xvid /

### 対応周波数
5G (Sub6)
Band n77 (3.8GHz)
5G (ミリ波)
Band n257 (28 GHz)
4G FDD-LTE
Band 1 (2.1GHz) / Band 3 (1.8GHz) / Band 4 (1.7GHz / 2.1GHzAWS) / Band 5 (850MHz) / Band 7 (2.6GHz) / Band 12 (700MHz) / Band 17 (700MHz) / Band 18 (800MHz) / Band 19 (800MHz) / Band 26 (800MHz) / Band 28 (700MHz APT)
4G TD-LTE
Band 38 (2.6GHz) / Band 41 (2.5GHz) / Band 42 (3.4GHz)
3G WCDMA
Band I (2.1GHz) / Band II (1.9GHz) / Band IV (1.7GHz / 2.1GHz AWS) / Band V (850MHz)
2G GSM
非対応